# Dolores Catarineu
Dolores Catarineu, (Aravaca, 1916 – Madrid, 2006) fue una poeta española del siglo XX. 

## Trayectoria
Nacida en una familia con inclinaciones literarias. Publicó unos poemas en la revista Floresta de Prosa y Verso, en 1936. Perteneció al grupo denominado "Los jóvenes y el arte", formado por jóvenes aristócratas, intelectuales y escritores de Madrid a finales del 34 y hasta el comienzo de la guerra civil, cuya respuesta estética e ideológica a la radicalización de la sociedad española era una mirada al pasado romántico más conservador y nacionalista. Sus miembros mantenían un elitismo excluyente y entre los componentes más conocidos de este grupo encontramos a los escritores Eduardo Marquina, César González-Ruano, José María Pemán y Agustín de Foxá. Estos autores se dieron a conocer por los actos que organizaron para conmemorar el centenario del Romanticismo y que incluyeron varias visitas a jardines y cementerios de la capital, documentados en el libro colectivo Los crepúsculos (1936), que coordinó Mariano Rodríguez de Rivas y que fue impreso por Manuel Altolaguirre.
Catarineu participó de forma activa en las fiestas literarias de este grupo. Se le conoce una disertación Principio del crepúsculo doliente y suave claridad de la luna tardía que dio el 20 de noviembre de 1935. Por otro lado, con motivo de la publicación de su primer poemario Amor, sueño y vida fue homenajeada entre otros por Agustín Foxá y Halma Angelico. Tras la Guerra Civil siguió colaborando en revistas literarias como Entregas de poesía, revista que se publicó en Barcelona entre 1944 y 1947 o Mediterráneo, en un número dedicado a las poetas contemporáneas.
En 1943 publicó su segundo y último poemario, Siempre, y estuvo presente en revistas como "Entregas de poesía" (1944) y en la Antología de poetas españoles contemporáneos en lengua castellana (1946) de César González-Ruano. En 1945 se casó con el pintor alemán Hans Bloch que se afincó en España después de la Segunda Guerra Mundial. Tras su matrimonio ya no publicó ningún libro, yéndose a vivir al principio a Pollensa y trasladándose la pareja posteriormente a Guinea Ecuatorial entre 1949 y 1952 donde regentaron una plantación. Precisamente a partir de la década de los 50 desapareció de la escena literaria, aunque siguió escribiendo versos que en su mayoría han permanecido inéditos; sin embargo algunos de sus poemas sí se publicaron en revistas como Poesía española (1952) o La Tijera Literaria (1969). Figuró también en la antología de poetas españolas que publicó Carmen Conde con el título Poesía femenina española (1939-1950). Precisamente Conde resaltó de ella que había sido apoyada por Juan Ramón Jiménez. Además, a principios de los años cuarenta el pintor Pedro Bueno Villarejo realizó un notable cuadro titulado Retrato de la poetisa Dolores Catarineu por el que obtuvo una medalla de bronce en la Exposición Nacional de Bellas Artes de 1943.

## Rasgos temáticos y de estilo
Su poemario de debut, Amor, sueño y vida (1936), es una obra juvenil que se inclina por la poesía pura, con tendencia a la abstracción y claras influencias juanramonianas, no en vano el poeta de Moguer fue decisivo a la hora de revisar sus poemas y apoyar su publicación, incluso con un poema en prosa introductorio a modo de prólogo titulado "La rama de la poesía". Sus versos están llenos de luz, ritmo e imágenes sensitivas y melódicas que se caracterizan por su estética impresionista y por la abundancia de exclamaciones e interrogaciones retóricas.
Su segundo poemario, Siempre (1943), es una obra más madura que mantiene la querencia por el esteticismo y esencialismo tan característicos de la poesía pura. En palabras de Concha Zardoya es una obra más amplia y conseguida que la anterior, que se caracteriza por la "fluidez etérea" de su poesía. Los poemas de Siempre pretenden ser un diario de lo cotidiano que huye de la retórica y busca la simplicidad, pero con un tono más melancólico e intemporal, marcado por el amor por la naturaleza y la música. Como nota curiosa, cabe destacar que contiene una elegía a José Antonio Primo de Rivera. De esta obra apareció una reseña en el n.º 41 de la revista El Escorial de 1944.

## Obras
- Amor, sueño y vida (1936), con un poema introductorio de Juan Ramón Jiménez. Madrid, Imprenta Silverio Aguirre.
- Siempre (1943). Madrid, Hispánica.